# Bernd Wilmert
Bernhard Peter Wilmert (* 26. März 1952 in Herten im Ruhrgebiet) ist ein deutscher Ökonom und Manager.

## Leben
Nach dem Abitur am altsprachlichen Gymnasium Petrinum Recklinghausen studierte Bernd Wilmert Wirtschaftswissenschaften (Dipl.-Oec.) an der Ruhr-Universität Bochum. Anschließend war er zunächst bei kommunalen Verkehrsunternehmen tätig, u. a. in der Verkehrslandeplatz Loemühle GmbH Marl und als Geschäftsführer der Vestischen Straßenbahnen GmbH. Nach der Wende wickelte er als Finanzvorstand die Altlasten des Braunkohleveredelungsunternehmen ESPAG (Schwarze Pumpe) in Brandenburg ab.
Von 1992 bis Juni 2015 war Bernd Wilmert kaufmännischer Geschäftsführer der Stadtwerke Bochum GmbH und seit 1993 deren Sprecher. 1995 gründete er die USB Umweltservices Bochum GmbH und war dort bis 1998 kaufmännischer Geschäftsführer. Des Weiteren war er seit 1999 Geschäftsführer der Holding für Versorgung und Verkehr GmbH Bochum (HVV) – welche 95 Prozent der Anteile der Stadtwerke Bochum  GmbH besitzt und in einem hundertprozentigen Beherrschungs- und Gewinnabführungsvertrag zur ewmr - Energie- und Wasserversorgung Mittleres Ruhrgebiet GmbH steht, wo er wiederum seit 1999 Geschäftsführer und Sprecher war. Ab 2003 war er Vorsitzender des Aufsichtsrates der damals gegründeten Trianel GmbH in Aachen, Aufsichtsratsvorsitzender der VBW Bauen und Wohnen GmbH in Bochum, Aufsichtsratsmitglied der Gelsenwasser AG, Aufsichtsratsmitglied der Public Private Partnership Steag GmbH in Essen und von 2010 bis 2013 Mitglied des VfL-Bochum-Aufsichtsrates.
Von 2010 bis 2014 war Bernd Wilmert Präsident der European Federation of Local Energy Companies (CEDEC) und wurde im Frühjahr 2012 von einer unabhängigen Jury zum Energiemanager des Jahres 2011 gewählt.
Bernd Wilmert ist verheiratet und hat eine Tochter. Wilmert ist Mitglied der SPD.

## Kritik
In seiner Funktion als Geschäftsführer der Stadtwerke Bochum stand er im Rahmen der Atrium-Talk Affäre um das Rednerhonorar von 25.000 Euro für die Teilnahme von Peer Steinbrück am Atriumtalk, einer Veranstaltung der Stadtwerke im Rahmen ihrer Öffentlichkeitsarbeit, in der öffentlichen Kritik. In diesem Zusammenhang erklärte er vor dem Rat der Stadt Bochum am 9. November 2012, es habe Versäumnisse von seiner Seite gegeben und entschuldige sich hierfür.
Im Rahmen einer Pressekonferenz am 13. Dezember 2012 im Rathaus Bochum gab die Oberbürgermeisterin Ottilie Scholz bekannt, dass es schwere Fehler bei der Vergabe von Veranstaltungen an den Medienberater Sascha Hellen durch den Vorstand der Stadtwerke Bochum gegeben hat.
Im Rahmen des Gerichtsverfahrens vor dem Bochumer Landgericht kam es am 14. Februar 2014 zu keiner Einigung zwischen Hellen und den Stadtwerken Bochum. Kern des Diskurses war die vertragliche Situation um ein geplantes Konzert 2010 von Paul McCartney im RuhrCongress Bochum. Hellen hatte für dieses Konzert Vorschüsse von 113.000 Euro erhalten und nicht zurückgezahlt. Hellen war, nach eigenen Angaben, nach London geflogen und hatte ein Teil des Geldes in einem Briefumschlag bar an einen pakistanischstämmigen Verbindungsmann von Paul McCartney übergeben. Der weitere Verbleib des Geldes konnte nicht geklärt werden. Den Ausfall des Konzertes führte Hellen auf die negativen Presseberichte über die Stadtwerke-Affäre 2012 zurück.

## Veröffentlichungen
D-Zentral : verantwortlich und effizient – für die Energie-Zukunft einer offenen Gesellschaft, Sven Becker/Bernd Wilmert (Hrsg.), Aachen 2011, ISBN 978-3-9814449-0-2